# U-96
Lo U 96 fu un sommergibile Tipo VII-C della Marina militare tedesca durante la seconda guerra mondiale. Venne varato il 16 settembre 1939 ed entrò in servizio il 14 settembre 1940 al comando del Kapitänleutnant Heinrich Lehmann-Willenbrock.

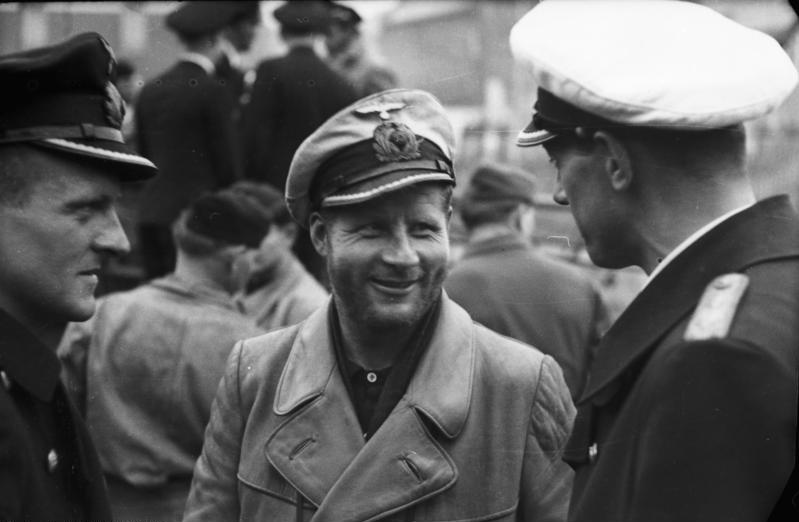
Il Kapitänleutnant Heinrich Lehmann-Willenbrock

Parte della 7ª flottiglia, di base a Saint Nazaire (Francia), l'U96 condusse 11 missioni di pattugliamento, affondando 28 navi per un totale di 190 094 tonnellate di stazza e danneggiandone altre quattro per 33 043 tonnellate. Il 30 marzo 1945, l'U-96 venne affondato da bombe statunitensi a Wilhelmshaven. In tutto il periodo in cui fu in servizio, l'U-96 non soffrì perdite nell'equipaggio. Esso divenne famoso anche per il suo logo situato sui lati della falsatorre (vela), un pesce sega ghignante, che divenne il simbolo della 9ª flottiglia quando Lehmann-Willenbrock ne assunse il comando nel marzo 1942.
Durante il 1941, salì a bordo del sommergibile, per una missione di pattugliamento, un corrispondente di guerra di nome Lothar-Günther Buchheim. I suoi ordini erano di fotografare e descrivere un U-Boot in azione per scopi di propaganda. Dalla sua esperienza scrisse una breve storia intitolata Die Eichenlaubfahrt e nel 1975 un romanzo che divenne un best seller internazionale, intitolato Das Boot (pubblicato in Italia con il titolo di U-Boot), seguito nel 1976 dal libro intitolato U-Boot-krieg, una cronaca non romanzata del viaggio.
Nel 1981 Wolfgang Petersen portò il romanzo Das Boot sul grande schermo, dirigendo il più costoso film tedesco girato fino a quel momento, distribuito in Italia con il titolo U-Boot 96, e acclamato da molti come uno dei migliori film sui sommergibili di tutti i tempi.